# Bill Messer
William Alfred "Bill" Messer (8 de julho de 1915, data de morte desconhecida) foi um ciclista britânico. Representou o Reino Unido em duas provas nos Jogos Olímpicos de Berlim em 1936.